# Novoazovsk
Novoazovsk este un oraș din Ucraina.

## Istorie
Satul Novoazovsk a fost fondat în 1849, iar în 1859 satul avea 128 de gospodării și un total de 885 de locuitori.
La 16 aprilie 2014 susținători ai Republicii Populare Donețk au așezat drapelul acestui stat nerecunoscut pe clădirea administrației orașului. La 25 august 2014 au avut loc confruntări militare între forțele de securitate ale Ucrainei și grupurile armate ale RP Donețk. Potrivit Consiliului Securității Naționale al Ucrainei la 27 august 2014 elemente ale armatei ruse ar fi trecut frontiera și ar fi ocupat orașul Novoazovsk. Orașul a intrat sub controlul RP Donețk.

## Legături externe
- Presa: Orașul ucrainean Novoazovsk ar fi ocupat de armata rusă, 28 aug 2014